# United States of America Cricket Association
La United States of America Cricket Association (USACA) è la federazione nazionale di cricket negli Stati Uniti d'America.

## Storia
La federazione è stata fondata nel 1965 da John Marder la USACA fin dalla sua fondazione regola le attività nazionali. Nel 2007 ha fatto delle proposte per organizzare alcune partite della coppa del mondo di cricket, senza tuttavia riuscire a convincere l'ICC.